# Dermophis
Dermophis é um género de anfíbio da família Caeciliidae.
Este género contém as seguintes espécies:
- Dermophis costaricense Taylor, 1955
- Dermophis glandulosus Taylor, 1955
- Dermophis gracilior Günther, 1902
- Dermophis mexicanus (Duméril & Bibron, 1841)
- Dermophis oaxacae (Mertens, 1930)
- Dermophis occidentalis Taylor, 1955
- Dermophis parviceps (Dunn, 1924)